# Østgrønlandsk
Østgrønlandsk (østgrønlandsk: tunumiisut, vestgrønlandsk: tunumiusut "som en fra Tunu") er enten en dialekt af grønlandsk eller et selvstændigt inuitisk sprog, som tales på den grønlandske østkyst i Ammassalik og Ittoqqortoormiit præstegæld i den nuværende Sermersooq Kommune
En stor del af østgrønlandsk ordforråd (iflg. Louis-Jacques Dorais 30 % eller mere) adskiller sig fra vestgrønlandsk, blandt andet på grund af navnetabu, dvs. den tradition at en afdøds navn (som ofte også var et appellativ) ikke måtte siges indtil et barn blev opkaldt efter den døde. Da Østgrønland var (og er) tyndere befolket end Vestgrønland, forsvandt ord lettere ved denne proces.
Mange udtryk i østgrønlandsk, specielt betegnelser for fangstdyr og brugsgenstande, er forskellige fra de vestgrønlandske. De fleste af sådanne østgrønlandske udtryk er ”selvdefinerende”, beskrivende udtryk, der måske kunne virke som ikke alt for gamle omskrivninger. Den grønlandske sprogforsker Robert Petersen har et konkret eksempel på dette. Betegnelsen for ”kogekar” var tidligere enten ”qulissiut” eller ”ukkusik”. Men da en person ved navn ”Kogekar” døde, ændrede man den oprindelige betegnelse til ”uulortorpi”, og da en person ved navn ”Uulortorpi” døde, ændredes betegnelsen igen, denne gang til ”uunnaqqit”.